# توماش بروزينا
توماش بروزينا (بالبولندية: Tomasz Brożyna) مواليد 19 سبتمبر 1970 في محافظة شفينتوكشيسكي، بولندا، هو دراج بولندي سابق في صنف سباق الدراجات على الطريق. سبق أن شارك في دورة الألعاب الأولمبية الصيفية.

## روابط خارجية
- توماش بروزينا على موقع الاتحاد الدولي للدراجات (الإنجليزية)
- توماش بروزينا على موقع أرشيف الدراجات (الإنجليزية)
- توماش بروزينا على موقع إحصائيات الدراجات الإحترافية (الإنجليزية)
- توماش بروزينا على موقع نسبة الدراجات (الإنجليزية)
- توماش بروزينا على موقع أوليمبيديا (الإنجليزية)
- توماش بروزينا على موقع اللجنة الأولمبية البولندية (مؤرشف) (البولندية)